# Christian Friedrich Schröder
Christian Friedrich Schröder, schrieb sich selbst meist Christian Friedrich Schroeder, (* 10. November 1750 in Wernigerode; † 21. Februar 1800 ebenda) war ein deutscher Sachbuchautor. Überregionale Bekanntheit erlangte er durch seine Publikationen zum Brocken.

## Leben
Die Vorfahren Schröders stammten aus Westfalen. Sein Vater Johann Georg Schröder wurde gräflicher Rat und Oberamtmann der Grafen zu Stolberg-Wernigerode, sein Großvater Georg Wilhelm Schröder Bürgermeister in Bielefeld. Johann Georg Schröder war nach Wernigerode gezogen und hatte hier 1730 eine Tochter des gräflichen Bergrats Johann Jakob Bierbrauer geheiratet, die aus einer nichtstandesgemäßen Ehe der Gräfin Christina Luise, Tochter von Graf Friedrich Wilhelm zu Sayn-Wittgenstein in Hohenstein und Vallendar, hervorgegangen war.
Christian Friedrich Schröder besuchte das Lyceum in Wernigerode und von 1768 bis 1771 die Universität Halle. Dort studierte er Rechtswissenschaften. Trotz Unterstützung seines Vaters fiel es schwer, eine Anstellung für ihn in Wernigerode zu erhalten, da er den hier herrschenden Pietismus ablehnte und über ein ausgeprägtes Selbstbewusstsein verfügte, das in seine Publikationen einfloss. Nach längerer Wartezeit wurde er 1784 zum gräflichen Amtskommissar ernannt und arbeitete als Amtkopist. Schon nach drei Jahren gab er die untergeordnete Stelle in der gräflichen Verwaltung auf, da ihn die schlecht bezahlte Tätigkeit nicht befriedigte. Er lebte fortan als freischaffender Schriftsteller und Notar in Wernigerode. Seine Neigung galt in erster Linie dem Hausberg von Wernigerode, dem Brocken. Bereits im Alter von 34 Jahren war er dreißigmal auf dem Gipfel gewesen. Als Kind hatte er seinen Vater mehrfach dorthin begleitet, dadurch wurde seine Liebe zu diesem Berg geweckt.
Schroeder blieb unverheiratet und starb im Alter von 49 Jahren an Auszehrung.

## Werke (Auswahl)
- Abhandlung vom Brocken und dem übrigen alpinischen Gebürge des Harzes. Mit Kupfern und einer Karte. 1. Theil, Dessau u. Leipzig 1785, 2. Auflage, Leipzig 1794 (Digitalisat)
- Erste Fortsetzung meiner Abhandlung vom Brockengebürge, Hildesheim 1790 (Digitalisat)
- Naturgeschichte und Beschreibung der Baumans- und besonders der Bielshöhle wie auch der Gegend des Unterharzes, worin beyde belegen sind, Hildesheim 1789 (Digitalisat)
- Ueber verschiedene Höhenmessungen, zwey entdeckte grosse Magnetfelsen und andere merkwürdige Gegenstände des Brockengebirges, 1796